# Attentato del ristorante Maxim
L'attentato del ristorante Maxim fu un attacco terroristico suicida palestinese avvenuto il 4 ottobre 2003 nel ristorante "Maxim" sulla spiaggia di Haifa, in Israele. Nell'attacco morirono 21 persone e 60 rimasero ferite. Tra le vittime ci furono due famiglie e quattro bambini, tra cui un bambino di due mesi.
Il ristorante, che si trova sul lungomare vicino al confine meridionale della città di Haifa ed è co-posseduto da ebrei e da arabi cristiani, era frequentato da popolazioni locali sia arabe che ebraiche ed era visto come un simbolo di pacifica convivenza ad Haifa.
La Jihad islamica palestinese rivendicò l'attentato.

## L'attentato

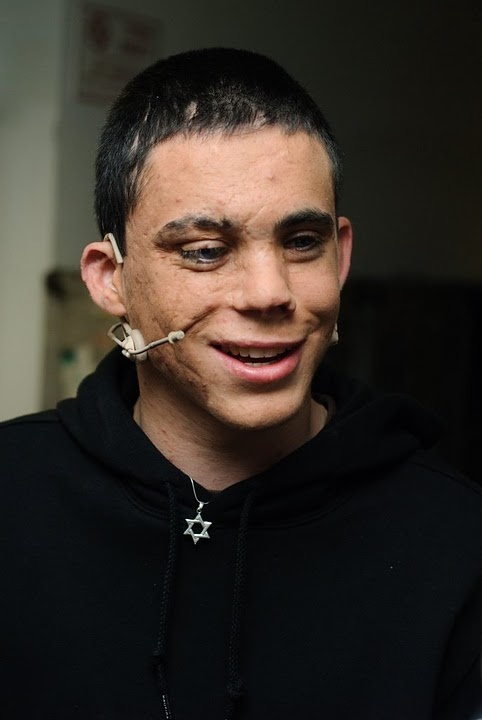
Oran Almog, che aveva 10 anni al momento dell'attentato, fu accecato dall'esplosione, perse due dei suoi nonni, suo padre, suo fratello e suo cugino.

Il 4 ottobre 2003, l'attentatrice suicida palestinese di 28 anni Hanadi Jaradat fece esplodere la cintura esplosiva che indossava all'interno del ristorante arabo-ebraico Maxim ad Haifa. 21 israeliani (18 ebrei e 3 arabi) furono uccisi e altri 60 rimasero feriti. La bomba includeva frammenti di metallo impacchettati attorno al nucleo esplosivo, che si sparsero nel ristorante, massimizzando l'effetto letale. Secondo fonti della polizia di Haifa, le conseguenze furono raccapriccianti, con alcuni dei morti ancora seduti ai loro tavoli, mentre altri, compresi bambini e neonati, furono sbattuti contro le pareti. A causa della forza dell'esplosione, tutto ciò che restava di Jaradat era la sua testa.
Tra le vittime vi furono due famiglie e quattro bambini, tra cui un bambino di due mesi. Tre membri del Maccabi Haifa rimasero leggermente feriti nell'attentato.

### Vittime[8]
Cinque membri della famiglia Almog:
- Ze'ev Almog, 71 anni, di Haifa, ufficiale della marina israeliana;[9]
- Ruth Almog, 70 anni, di Haifa;
- Moshe Almog, 43 anni, di Haifa;
- Tomer Almog, 9 anni, di Haifa;
- Assaf Staier, 11 anni di Haifa.

Cinque membri della famiglia Zer-Aviv:
- Bruria Zer-Aviv, 59 anni, del Kibbutz Yagur;
- Bezalel Zer-Aviv, 30 anni, del Kibbutz Yagur;
- Keren Zer-Aviv, 29 anni, del Kibbutz Yagur;
- Liran Zer-Aviv, 4 anni, del Kibbutz Yagur;
- Noya Zer-Aviv, 1 anno, del Kibbutz Yagur.

Altri:
- Nir Regev, 25 anni, di Nahariya;
- Zvi Bahat, 35 anni, di Haifa;
- Mark Biano, 29 anni, di Haifa;
- Naomi Biano, 25 anni, di Haifa;
- Hana Francis, 39 anni, di Fassuta, capocameriere;
- Sharbal Matar, 23 anni, di Fassuta, cameriere;
- Mutanus Karkabi, 31 anni, di Haifa, guardia giurata;
- Osama Najar, 28 anni, di Haifa, cuoco;
- Irena Sofrin, 38 anni, di Kiryat Bialik;
- Lydia Zilberstein, 56 anni, di Haifa, morì per le ferite riportate il 9 ottobre seguente;
- George Matar, 58 anni, di Haifa, morì per le ferite riportate il 15 ottobre seguente.

### Responsabili
L'attentatrice suicida, Hanadi Jaradat, 28enne di Jenin, fu la sesta donna kamikaze dell'Intifada di al-Aqsa e la seconda donna reclutata dalla Jihad islamica palestinese.

## Conseguenze

### Risposta israeliana
Il giorno successivo all'attentato suicida, l'esercito israeliano demolì la casa della famiglia di Jaradat e le case di due vicini non coinvolti nell'attentato. In risposta all'attacco, che secondo Israele sarebbe stato pianificato nel quartier generale della Jihad islamica palestinese a Damasco, un presunto campo di addestramento terroristico ad Ain es-Saheb, in Siria, fu bombardato da quattro jet dell'aeronautica israeliana. Una persona rimase ferita e le munizioni sarebbero state distrutte durante l'attacco.
Jamal Mahadjne, un arabo israeliano di Umm al-Fahm, venne arrestato a poche ore dall'attacco per aver portato Jaradat a destinazione. Mahadjne aveva regolarmente riscosso delle tasse per confurre illegalmente palestinesi in Israele, sfruttando la sua carta d'identità israeliana per attraversare il confine senza difficoltà. Confessò le sue azioni agli agenti dello Shin Bet e fu incriminato davanti al tribunale distrettuale di Haifa per complicità in omicidio e per altri crimini relativi alle sue attività illegali il 10 novembre seguente.
Il 7 novembre, le truppe delle forze di difesa israeliane arrestarono Amjad Abeidi, militante della Jihad islamica che aveva pianificato l'attacco, insieme a una serie di altri attentati suicidi, durante un'operazione a Jenin. Durante l'operazione, Jenin fu messa sotto coprifuoco mentre i soldati perquisivano le case. Un adolescente palestinese fu ucciso mentre si arrampicava su un carro armato e tre palestinesi rimasero feriti. Il complesso in cui si nascondeva Abeidi venne localizzato e perquisito e vi fu trovato un deposito di armi. Dopo che una granata venne lanciata nel nascondiglio, Abeidi rimase leggermente ferito e si arrese. Quando i soldati lasciarono Jenin con Abeidi, dei miliziani palestinesi aprirono il fuoco contro di loro e i soldati risposero al fuoco. Un miliziano delle Brigate dei Martiri di al-Aqsa fu ucciso. Abeidi fu consegnato allo Shin Bet per l'interrogatorio.
Nel 2017 Oran Almog, una delle vittime dell'attentato, si rivolse al Consiglio di sicurezza delle Nazioni Unite per chiedere che l'Autorità palestinese smettesse di incentivare il terrorismo pagando stipendi ai terroristi.

### Reazioni internazionali
Il primo ministro israeliano Ariel Sharon dichiarò che Israele ritenne responsabile dell'attentato il presidente palestinese Yasser Arafat. Arafat condannò l'attentato. Il presidente degli Stati Uniti George W. Bush condannò l'attentato definendolo "un'azione omicida" e un "attacco spregevole".

### Altro
In risposta alle azioni di sua figlia, il padre dell'attentatrice Taisir declinò tutte le condoglianze, dicendo invece che era orgoglioso di ciò che sua figlia aveva fatto e che "accetterò solo congratulazioni per quello che ha fatto. Questo è stato un regalo che ha fatto a me, alla patria e al popolo palestinese".
Nell'ottobre 2012, l'"Unione degli avvocati arabi" assegnò il premio più importante a Hanadi Jaradat e inviò una delegazione alla sua famiglia per consegnare loro il premio. Ayman Abu Eisheh, membro del Comitato palestinese presso l'Unione degli avvocati arabi, disse che gli avvocati erano orgogliosi di Jaradat, affermando che l'attentato suicida era "in difesa della Palestina e della nazione araba".
Un monumento venne eretto vicino al ristorante in memoria delle vittime dell'attentato.